# Șpros

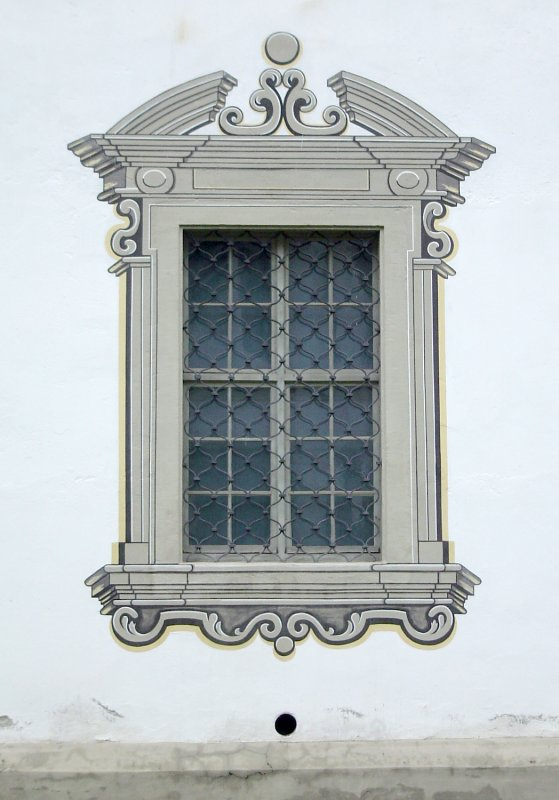

Șprosul, scris și spros sau spross (din germana Sprosse), este fiecare dintre barele subțiri, de lemn sau de metal, drepte sau, uneori, curbe, așezate între cercevelele unui canat de fereastră pentru a împărți golul acesteia în mai multe câmpuri (ochiuri) și a permite fixarea unor panouri de sticlă (ochiuri de geam) de dimensiuni mai mici decât golul canatului. Șprosurile pot constitui, uneori, elemente decorative ale ferestrelor, dar prezintă dezavantajul că micșorează aria suprafeței de pătrundere a luminii în interiorul încăperilor.

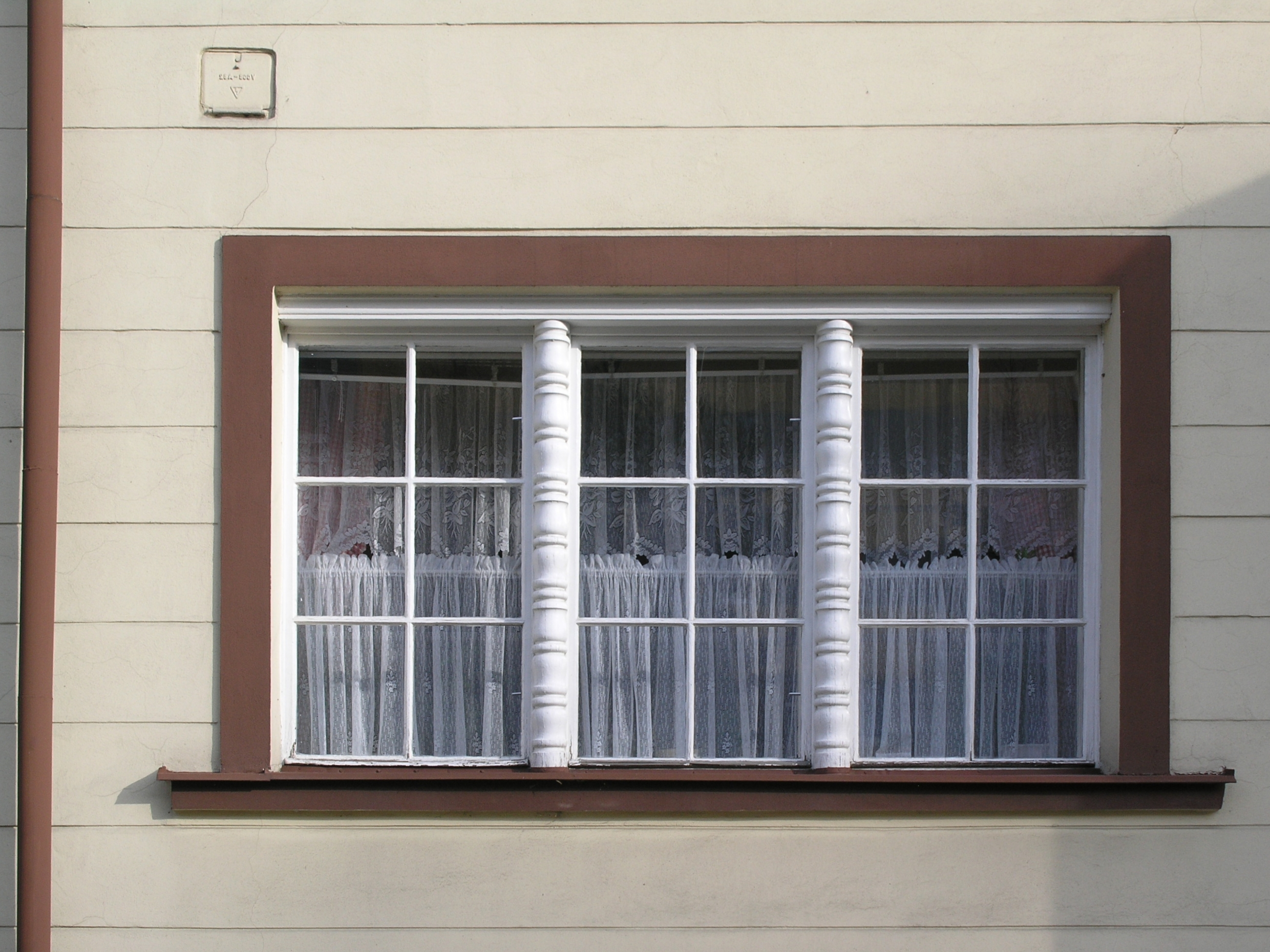
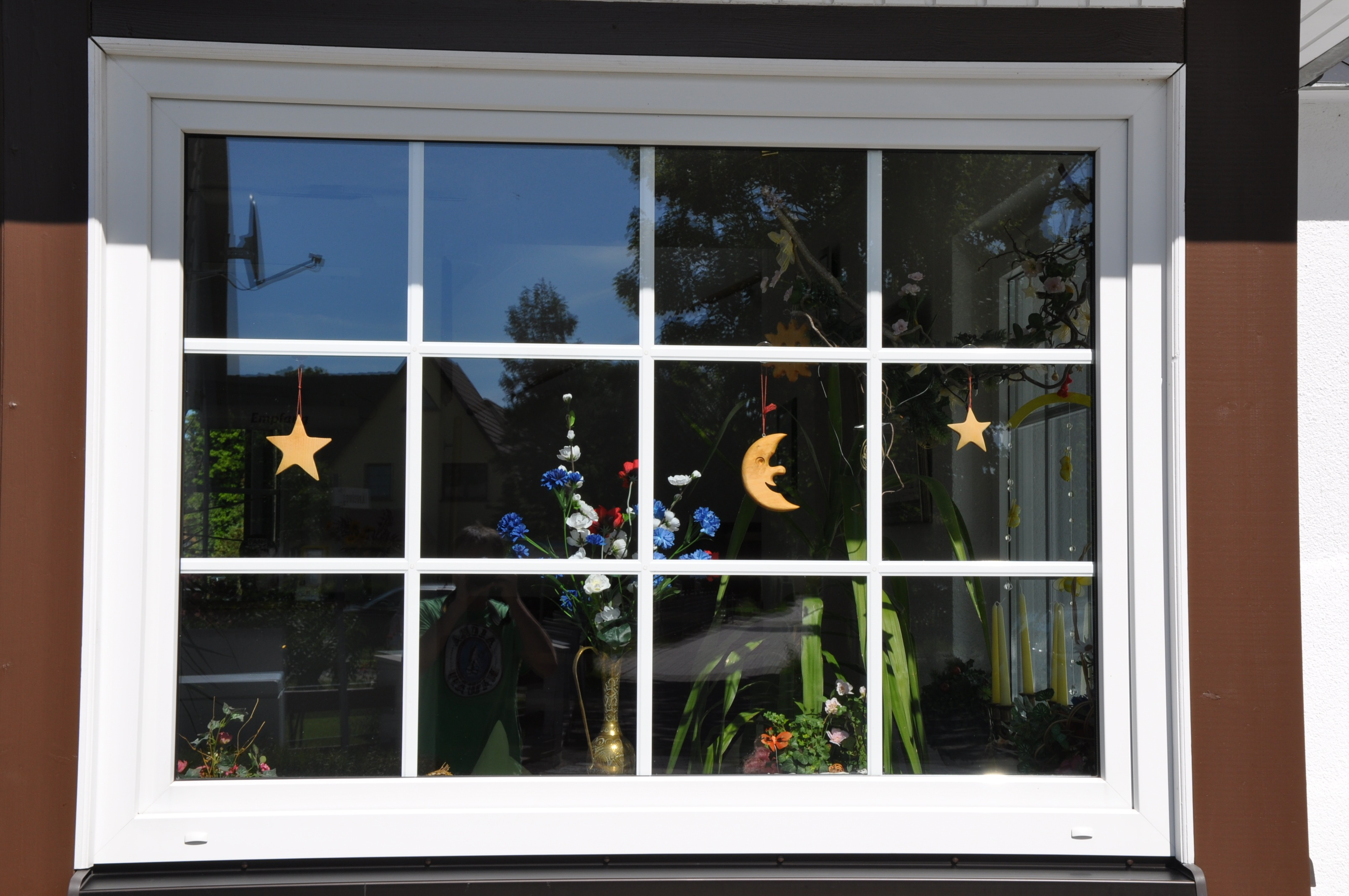
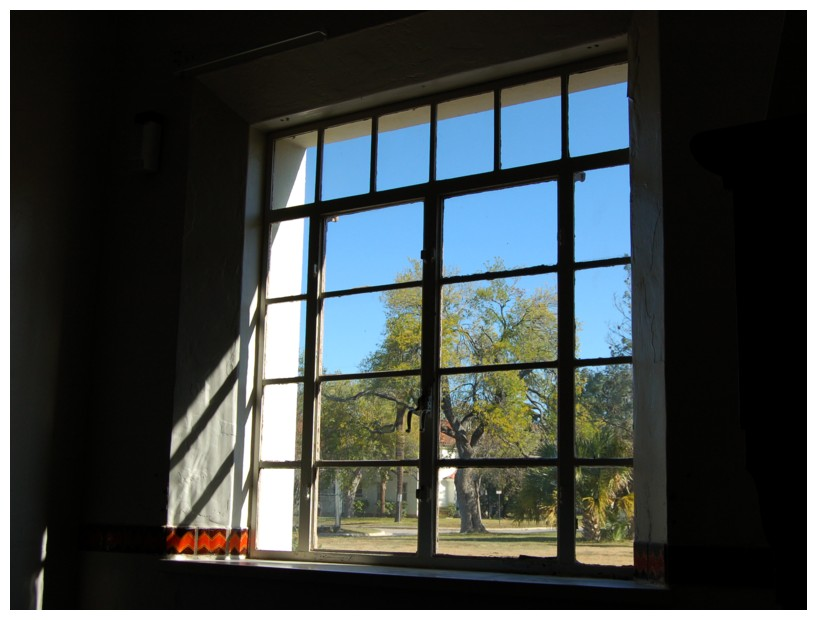
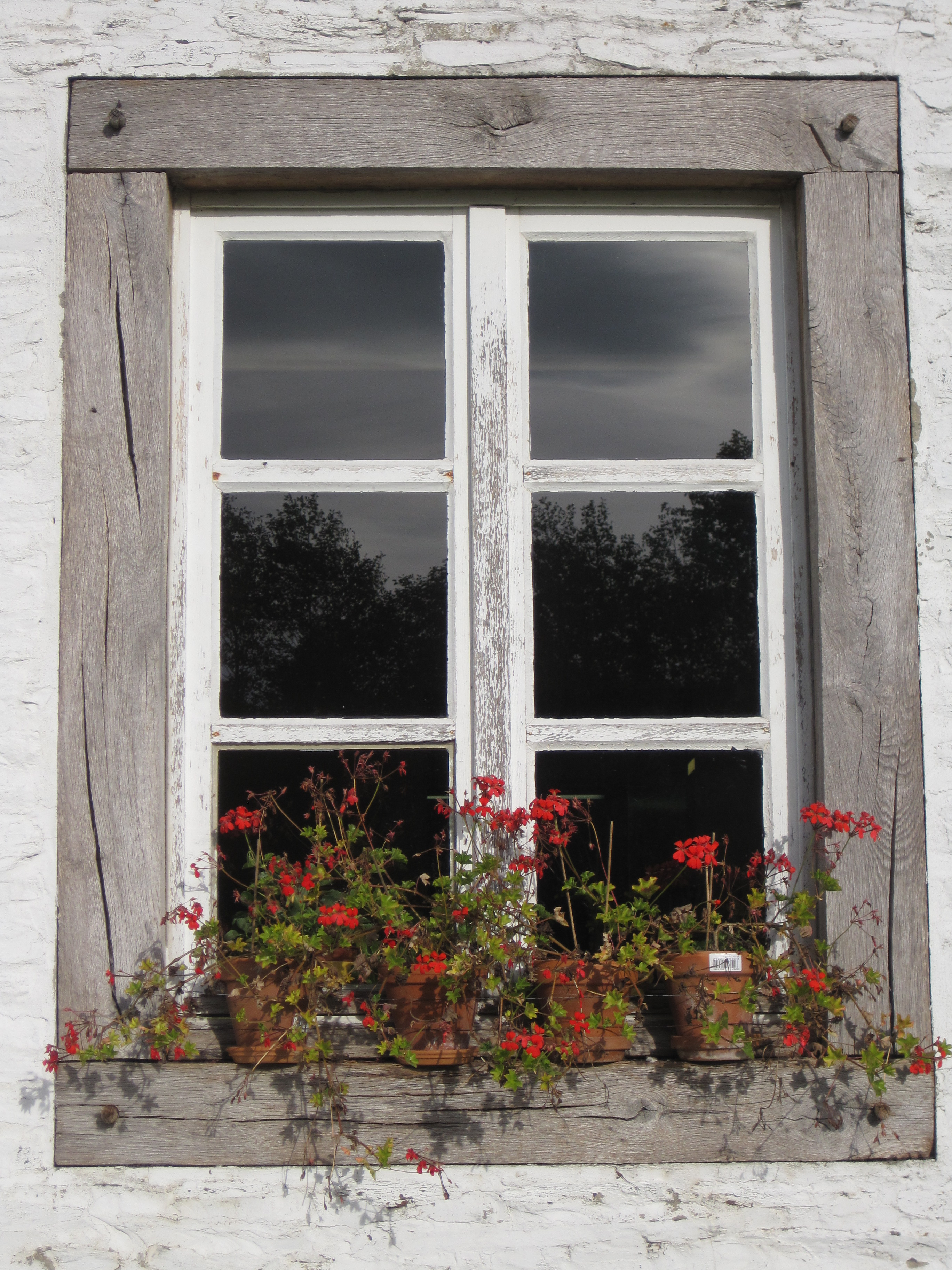